# Rio Elorz
O rio Elorz (em basco: Elortz) é um rio de Navarra, Espanha, que nasce na vertente ocidental do Puerto de Loiti e desagua no rio Arga em Pamplona. Ao longo dos seus 32 km, de comprimento atravessa o vale com o seu nome e entra em Pamplona a sul da meseta de Donapea, no limite com Cendea de Cizur, onde recebe o rio Sadar uns metros antes da Avenida de Aróstegui. Segue depois canalizado pelo bairro de Echavacoiz e continua até ao limite do município de Cizur Mayor entre hortas, desembocando finalmente no rio Arga.
Além do rio Sadar, os seus principais afluentes são o rio Unciti, ambos pela margem direita, e o ribeiro de Errekaldea, que nasce no Puerto del Carrascal, pela margem esquerda.